# LL Cool J
LL Cool J, artiestennaam van James Todd Smith (Queens, New York, 14 januari 1968) is een Amerikaans rapper en acteur. LL Cool J is de afkorting voor "Ladies Love Cool James".
LL Cool J groeide mede dankzij de rapballade "I Need Love" in de jaren tachtig uit tot een van de grootste hiphopsterren. Geholpen door zijn gespierde lichaam en zijn karakteristieke liplikken (eigenlijk een zenuwtrekje) is LL Cool J tevens uitgegroeid tot een sekssymbool. Ook heeft hij in meerdere films en televisieseries geacteerd.

## Biografie

### Begin carrière
LL Cool J groeide op in Queens, New York. Zijn ouders gingen uit elkaar toen hij vier jaar oud was. Zijn vader zat vaak aan de drugs en drank tot zijn moeder een keer laat thuis kwam van een nachtdienst en hij met een shotgun voor de deur stond en haar vier keer in haar buik schoot voor de ogen van LL. Daarna verdween zijn vader en werd LL opgevoed door zijn grootouders. Op zijn negende begon LL al met rappen.
In 1984 tekende hij een contract bij het beginnende label Def Jam voor 13 albums en bracht hij de single "I Need a Beat" uit. Het nummer was een groot succes en werd de eerste hit voor Def Jam, waardoor zowel de naam van de rapper als van het label werden gevestigd. LL stopte met school en bracht in 1985, op zeventienjarige leeftijd, zijn eerste album uit, Radio. Het album kreeg lovende kritieken voor de manier waarop rap werd gecombineerd met de conventionele structuren van popliedjes, en mede door de succesvolle singles "I Can't Live Without My Radio" en "Rock the Bells" haalde het het album de platina-status in 1986.

### Doorbraak en carrière

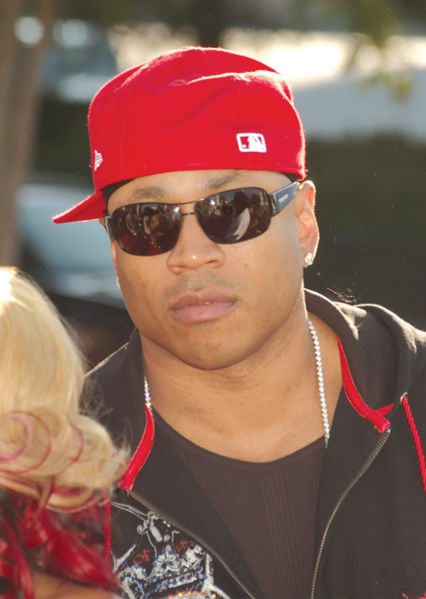
LL Cool J in 2007

In 1987 bracht LL zijn tweede album uit, Bigger and Deffer. De rapballade "I Need Love" werd een wereldwijde hit, een van de eerste pop/rap crossovers die een hit werd. Zijn derde album, Walking With a Panther uit 1989, werd echter slecht ontvangen bij hiphopfans, die vonden dat LL te veel flirtte met popmuziek. De hiphop was in 1989, onder invloed van de gangstarap van N.W.A en de politiek getinte hiphop van Public Enemy harder geworden; LL's poprap was precies het tegenovergestelde van de heersende orde. Tijdens een optreden in Harlem werd hij dan ook weggehoond.
In 1990 sloeg hij terug met het veel hardere Mama Said Knock You Out. Hij trad op bij MTV Unplugged en bracht succesvolle singles uit, waaronder de titeltrack. In de jaren negentig bewees hij zich ook als acteur, te beginnen met The Hard Way uit 1991 en Toys uit 1992. Hij speelde van 1995 tot 1999 in de sitcom "In the House". 14 Shots to the Dome, zijn volgende album uit 1993, bracht geen grote hits voort en verkocht matig. Zijn opvolger Mr. Smith uit 1995 werd echter een groot succes, mede dankzij het succes van de single "Doin' It". Ook stond er een duet op met Boyz II Men, "Hey Lover". Mr. Smith bleef zijn grootste succes; andere albums, als Phenomenon uit 1997, G.O.A.T. uit 2000, 10 uit 2002 en DEFinition uit 2004 konden het succes niet evenaren. In 2006 verscheen een nieuw album, Todd Smith genaamd. Voorafgaand aan het album is er al een single uitgebracht, Control Myself, samen met Jennifer Lopez. In 2008 bracht hij zijn laatste album uit Exit13 waarbij hij als enige Hiphop artiest onder contract bij Def Jam ook werkelijk zijn oorspronkelijke contract heeft volbracht.
LL heeft ook enkele kledinglijnen uitgebracht. In de laatste jaren is hij steeds vaker in films te zien, waaronder in Halloween H20 (1998), Deep Blue Sea (1999), S.W.A.T. (2003) en Edison (2005). Sinds 2009 is LL ook te zien in NCIS: LA, waarin hij de rol vertolkt van een van de rechercheurs, Sam Hannah.
In 2012 werkte LL Cool J als Todd Smith mee aan een video van Google ter promotie van het nieuwe product GMail Tap. Dit promotiefilmpje verscheen op 1 april voor het eerst op het web.
In december 2015 trad hij op tijdens "Sinatra 100 — An All-Star GRAMMY Concert" in Las Vegas met een lied van en voor Frank Sinatra (ter ere van diens 100e "verjaardag").
In 2016 kreeg hij een ster op de Hollywood Walk of Fame.

## Discografie

### Albums
- Radio (1985)
- Bigger and Deffer (BAD) (1987)
- Walking With a Panther (1989)
- Mama Said Knock You Out (1990)
- 14 Shots to the Dome (1993)
- Mr. Smith (1995)
- All World: Greatest Hits (1996)
- Phenomenon (1997)
- G.O.A.T. (2000)
- 10 (2002)
- The DEFinition (2004)
- Todd Smith (2006)
- Exit 13 (2008)
- Authentic (2013)
- The Force (2024)

| Album met eventuele hitnotering(en) in de Nederlandse Album Top 100 | Datum van verschijnen | Datum van binnenkomst | Hoogste positie | Aantal weken | Opmerkingen |
| ------------------------------------------------------------------- | --------------------- | --------------------- | --------------- | ------------ | ----------- |
| Mr. Smith                                                           | 1996                  | 02-03-1996            | 33              | 32           |             |
| All World                                                           | 1996                  | 23-11-1996            | 31              | 19           |             |
| Phenomenon                                                          | 1997                  | 01-11-1997            | 48              | 5            |             |
| G.O.A.T. (Greatest Of All Time)                                     | 2000                  | 23-09-2000            | 35              | 7            |             |
| 10                                                                  | 2002                  | 09-11-2002            | 100             | 1            |             |
| The DEFinition                                                      | 2004                  | 04-04-2004            | 85              | 2            |             |
| Todd Smith                                                          | 2006                  | 13-05-2006            | 99              | 1            |             |

### Singles
| Single met eventuele hitnotering(en) in de Nederlandse Top 40 | Datum van verschijnen | Datum van binnenkomst | Hoogste positie | Aantal weken | Opmerkingen                                   |
| ------------------------------------------------------------- | --------------------- | --------------------- | --------------- | ------------ | --------------------------------------------- |
| I need love                                                   |                       | 10-10-1987            | 3               | 11           |                                               |
| Hey lover                                                     |                       | 10-2-1996             | 12              | 8            | met Boyz II Men                               |
| Doin' it                                                      |                       | 15-6-1996             | 9               | 10           | met LeShaun                                   |
| Loungin                                                       |                       | 7-9-1996              | 10              | 8            |                                               |
| This is for the lover in you                                  |                       | 9-11-1996             | 23              | 3            | met Babyface & Shalamar                       |
| I need love                                                   |                       | 25-1-1997             | 22              | 6            |                                               |
| Ain't Nobody                                                  |                       | 15-2-1997             | 20              | 5            |                                               |
| Hit 'Em High                                                  |                       | 15-2-1997             | 4               | 10           | met Coolio, B-Real, Busta Rhymes & Method Man |
| Phenomenon                                                    |                       | 1-11-1997             | 16              | 5            |                                               |
| Hot, Hot, Hot                                                 |                       | 7-2-1998              | tip9            |              |                                               |
| Dear Malika                                                   |                       | 21-3-1998             | tip             |              | met Rapsody                                   |
| Zoom                                                          |                       | 4-7-1998              | tip             |              | met Dr. Dre                                   |
| Imagine that                                                  |                       | 9-9-2000              | tip             |              |                                               |
| You and me                                                    |                       | 24-2-2001             | 39              | 2            | met Kelly Price                               |
| All I Have                                                    |                       | 8-3-2003              | 3               | 11           | met Jennifer Lopez                            |
| Control myself                                                |                       | 6-5-2006              | 13              | 6            | met Jennifer Lopez                            |

## Filmografie en televisie
- Wildcats (1986) - Rapper
- The Hard Way (1991) - Billy
- Out-of-Sync (1995) - Jason St. Julian
- In the House (1995-1999) - Marion Hill / zichzelf (tv-serie)
- The Right to Remain Silent (1996) - Charles Red Taylor (tv-film)
- B*A*P*S (1997) - Zichzelf
- Caught Up (1998) - Roger
- Woo (1998) - Darryl
- Halloween H20: 20 Years Later (1998) - Ronnie
- Deep Blue Sea (1999) - Sherman "Preacher" Dudley
- In Too Deep (1999) - Dwayne Gittens / God
- Any Given Sunday (1999) - Julian Washington
- Charlie's Angels (2000) - Mr. Jones
- Rollerball (2002) - Marcus Ridley
- Deliver Us from Eva (2003) - Raymond 'Ray' Adams
- S.W.A.T. (2003) - Deacon 'Deke' Kay
- Slow Burn (2005) - Luther Pinks
- Last Holiday (2006) - Sean Matthews
- NCIS (2009, 2023, 2025) - Special Agent Sam Hanna (tv-serie)
- NCIS: Los Angeles (2009-2023) - Special Agent Sam Hanna (tv-serie)
- Grudge Match (2013) - Frankie Brite
- NCIS: Hawaiʻi (2023-2024) - Special Agent Sam Hanna (tv-serie)

- Bibsys: 1006616
- Biblioteca Nacional de España: XX982454
- Bibliothèque nationale de France: cb13932669v (data)
- Gemeinsame Normdatei: 120726955
- International Standard Name Identifier: 0000 0003 6857 1427
- Library of Congress Control Number: n91116968
- MusicBrainz: a4dd0e77-83b8-4e92-89b7-effb0e47fd8c
- Nationale Bibliotheek van Tsjechië: xx0035723
- Nationale Bibliotheek van Polen: a0000001623666
- Nederlandse Thesaurus van Auteursnamen: 106854607
- SNAC: w618439p
- Système universitaire de documentation: 088521036
- Virtual International Authority File: 20519508
- WorldCat: E39PCjt9mbdWYJkpjj3YdBfGtq